# Plateau dell'Islanda

Mappa topografica dell'Islanda e dell'Oceano Atlantico settentrionale. Il plateau dell'Islanda è rappresentato dall'area ovale di colore chiaro che circonda l'isola.

Il Plateau dell'Islanda è un plateau oceanico situato nella parte settentrionale dell'Oceano Atlantico e che è costituito dall'Islanda e dalla sua piattaforma e scarpata continentale. È situata su una zona di rift attivo della dorsale medio atlantica dalla quale sono stati emessi vasti plateau di basalto tholeiitico e grandi duomi di lava riolitica.
Il plateau dell'Islanda è delimitato a sud dal Reykjanes Ridge, a ovest dalla dorsale Groenlandia-Islanda, a nord dalla dorsale Kolbeinsey e a est dalla dorsale Islanda-Faeroer. Consiste di una grande provincia ignea che è stata vulcanicamente attiva  almeno fino al Miocene.
Il plateau è un esempio di interazione dorsale-punto caldo.